# 32145 Katberman
32145 Katberman este o planetă minoră (asteroid), cu un diametru de 4,411 km, din centura de asteroizi. A fost descoperită pe 7 iunie 2000 la Experimental Test Site⁠(d) de Lincoln Near-Earth Asteroid Research. 
Obiectul prezintă o orbită caracterizată de o semiaxă mare de 2,4143013 UAi, o excentricitate de 0,18, o înclinație de 9,02136 ° în raport cu ecliptica.